# Carl Klävemann
Carl Hermann Klävemann (* 22. August 1816 in Oldenburg (Oldb); † 2. März 1872 ebenda) war ein deutscher Kaufmann, der sich ebenfalls als Politiker und Stifter engagierte.

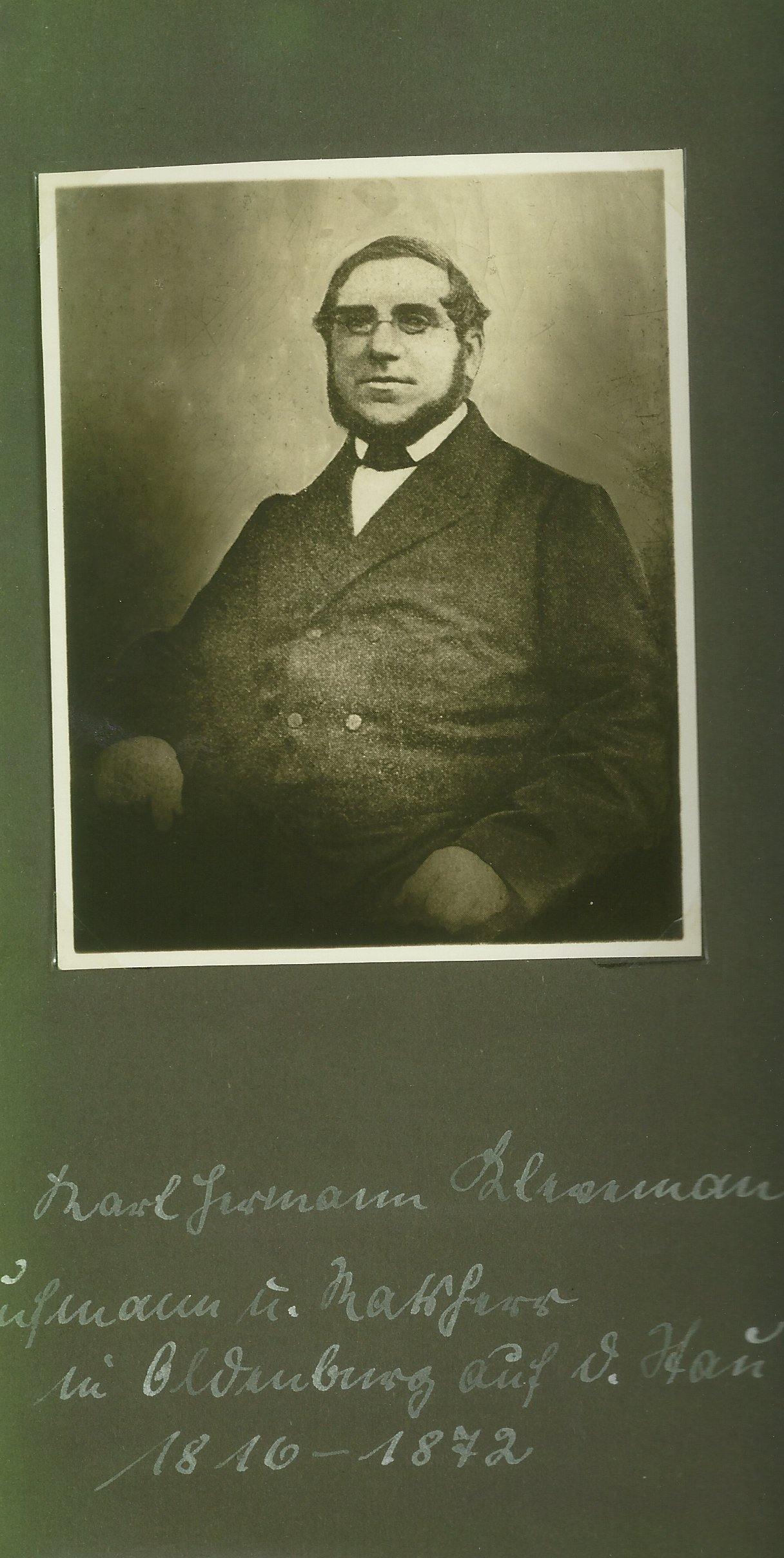

## Leben
Klävemann entstammte einer alten Oldenburger Familie, die 1311 erstmals urkundlich erwähnt wurde. Er war der jüngste Sohn des Älter- und Kaufmanns Johann Dietrich Klävemann (1769–1857) und dessen zweiter Ehefrau Susanne geb. Freye. Sein Bruder war der langjährige Stadtdirektor und spätere Ehrenbürger von Varel Dietrich Klävemann.
Nach seiner Gymnasialzeit trat Klävemann in das Handelsgeschäft seines Vaters ein, das er nach dessen Tod allein weiterführte. Neben seiner erfolgreichen kaufmännischen Tätigkeit interessierte er sich seit der Revolution von 1848/49 zunehmend für Politik. Er vertrat liberale Ansichten und wurde im Januar 1848 in den Oldenburger Stadtrat gewählt. Am 10. März 1848 gehörte er zu den Mitunterzeichnern einer Adresse an Großherzog August I., in der eine freiheitliche Verfassung für Oldenburg gefordert wurde. Im September 1848 beteiligte er sich an der Gründung von Oldenburgs erstem politischen Verein und war von 1860 bis 1861 kurzzeitig Abgeordneter im Oldenburgischen Landtag.
In den folgen den Jahren wandte er sich mehr der Kommunalpolitik zu. Von 1852 bis 1872 wurde er ohne Unterbrechung als Ratsherr wiedergewählt, unter anderem wegen seines erfolgreichen Bemühens um die bauliche Fortentwicklung Oldenburgs. Weiterhin wurde er 1857 in die Direktion der neu gegründeten Oldenburger Versicherungsgesellschaft berufen. Sein schon zu Lebzeiten ausgeprägter Gemeinsinn offenbarte sich in vollem Umfang, als nach seinem Tod bekannt wurde, dass Klävemann, der ledig geblieben war, die Stadt Oldenburg mit einer Stiftung bedacht hatte.

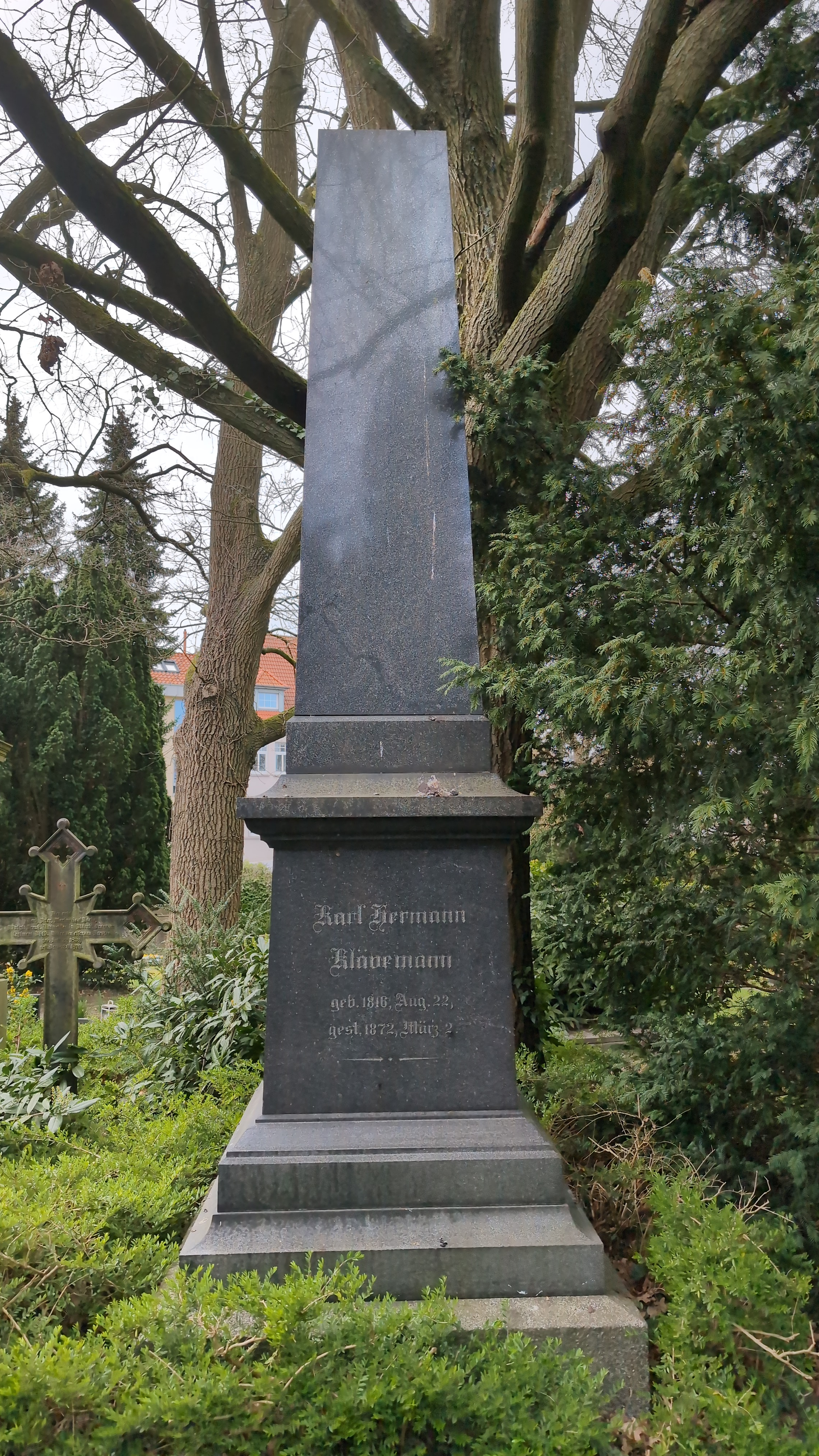
Grab Karl Hermann Klävemann (1816–1872) Gertrudenfriedhof Oldenburg

Bereits am 12. Juni 1871 hatte er in seinem Testament verfügt, eine Reihe von Legaten in Höhe von 8.000 Rthlr. an gemeinnützige Einrichtungen Oldenburgs auszuzahlen. Diese Legate führten zur Bildung kleinerer Stiftungen, wie zum Beispiel „Klävemann-Stiftung für das Elisabeth-Kinder-Krankenhaus“ oder „Klävemann-Stiftung für Diakonissen“, die 1926 dem „Vereinigte Unterstützungsfonds“ und dann 1984 der „Bürger-Stiftung Oldenburg“, die im Jahr 2007 in die Vereinte Oldenburger Sozialstiftung umbenannt worden ist, zugeführt wurden. Ein weiteres Legat von 50.000 Rthlr. sollte an die Stadt selbst ausgezahlt werden. Des Weiteren wurde die Überlassung eines Grundstücks an der Donnerschweer Straße verfügt, dass gemäß Satzung durch den Stadtmagistrat in den folgenden Jahren mit kleinen Wohnungen für unbescholtene und weniger bemittelte Familien und Einzelpersonen bebaut werden sollte, die dort gegen „billige Miethe“ wohnen konnten. Dies war das entscheidende Legat, das letztlich zur Gründung der eigentlichen Klävemann-Stiftung Oldenburg führte.
Sein Bruder Dietrich Klävemann erweiterte die Stiftung später noch testamentarisch um weiteres Vermögen und Bauland aus seinem Privatbesitz.